# 527 (numero)
Cinquecentoventisette (527) è il numero naturale dopo il 526 e prima del 528.

## Proprietà matematiche
- È un numero dispari.
- È un numero composto con 4 divisori: 1, 17, 31, 527. Poiché la somma dei suoi divisori (escluso il numero stesso) è 49 < 527, è un numero difettivo.
- È un numero semiprimo.
- È un numero nontotiente in quanto dispari e diverso da 1.
- È un numero odioso.
- È un numero congruente.
- È un numero intero privo di quadrati.
- È parte delle terne pitagoriche (248, 465, 527), (336, 527, 625), (527, 4464, 4495), (527, 8160, 8177), (527, 138864, 138865).

## Astronomia
- 527 Euryanthe è un asteroide della fascia principale.
- NGC 527 è una galassia spirale della costellazione dello Scultore.

## Astronautica
- Cosmos 527 è un satellite artificiale russo.